# Burbach (Halver)
Burbach ist eine Hofschaft in Halver im Märkischen Kreis im Regierungsbezirk Arnsberg in Nordrhein-Westfalen (Deutschland).

## Lage und Beschreibung
Burbach liegt im Westen des Halveraner Stadtgebietes im Tal der Ennepe. Die Nachbarorte sind Osenberg, Oberbuschhausen, Buschhauser Hammer, Niederbuschhausen, Ahe, Hartmecke, Grafweg und Holte.
Der Ort ist über eine Straße zu erreichen, die bei Niederennepe von der Bundesstraße 229 abzweigt und die Ortschaften im Ennepetal anbindet. Bei Burbach mündet der bei Holte entspringende gleichnamige Burbach in der Ennepe. Südwestlich des Orts liegt die 381 Meter hohe Erhebung Nesselberg. 

## Geschichte
Burbach wurde erstmals 1660 urkundlich erwähnt und entstand vermutlich nur wenige Jahre zuvor als ein Abspliss von Ahe. 
Spätestens seit dem Frühmittelalter (nach anderen Angaben seit vorgeschichtlicher Zeit) verlief südlich von Burbach eine wichtige Altstraße von Wipperfürth nach Breckerfeld vorbei. Südlich vom Ort befindet sich auf dem Bollberg ein Ringwall, der nach Ausgrabungen (Keramikfunde aus dem 9. Jahrhundert) und neueren Forschungen als fränkische Ausbau- und Fliehburg zur Sicherung diese Altstraße gedeutet wird.